# Чернов, Данил Владимирович
Данил Владимирович Чернов  (род. 9 сентября 1981 года, Астрахань) — российский гандболист, левый полусредний.

## Карьера

#### Клубная карьера
Данил Чернов начинал свою профессиональную карьеру в «Лукойл-Динамо» (Астрахань). В составе астраханского клуба Данил Чернов 3 раза становился серебряным призёром чемпионата России. В 2008 году Данил перешёл в испанский клуб «Адемар Леон». В 2013 году Данил Чернов выступал за португальский клуб «Бенфика». В 2014 году Данил Чернов перешёл в испанский клуб «Бенидорм».

## Статистика
Статистика Данила Чернова в сезоне 2016/17 указана на 24.10.2016
| Сезон                   | Клуб        | Лига        | Матчи | Голы | 7-метр | Голы |  |
| ----------------------- | ----------- | ----------- | ----- | ---- | ------ | ---- |  |
| 2011/12                 | Адемар Леон | LIGA ASOBAL | 30    | 62   | 0      | 62   |  |
| 2012/13                 | Сагунто     | LIGA ASOBAL | 28    | 63   | 0      | 63   |  |
| 2014/15                 | БМ Бенидорм | LIGA ASOBAL | 10    | 1    | 0      | 1    |  |
| 2015/16                 | БМ Бенидорм | LIGA ASOBAL | 13    | 0    | 0      | 0    |  |
| 2016/17                 | БМ Бенидорм | LIGA ASOBAL | 8     | 3    | 0      | 3    |  |
| 2011-2013, 2014-по н.в. | Итого       | LIGA ASOBAL | 89    | 129  | 0      | 129  |  |